# Diastataxie
Unter Diastataxie versteht man eine Lücke in der Reihung der Armschwingen eines Vogelflügels.
Die Lücke bedeutet in diesem Fall, dass zwar die Transversalreihen, die sich aus Schwungfedern und einem Satz zugehörigen oberen und unteren Deckfedern zusammensetzen, um eine Reihe zwischen den Armschwingen 4 und 5 ergänzt wurden. Da aber die große Schwungfeder dabei fehlt spricht man von einer Lücke. Fehlt diese Ergänzung der Reihen so spricht man von Eutaxie.
Beim notwendigen Zusammenfalten des Flügels werden die Schwungfedern einschließlich der Deckfedern übereinander geschoben. Wegen des manchmal erforderlichen stärkeren Faltens des Flügels bei einigen Vogelgruppen entwickelte sich zwecks Erleichterung die diastataxische Lücke.
Die diastataxische Befiederung ist eher die Ausnahme. Sie betrifft die Gänsevögel (Anseriformes), die Flamingos (Phoenicopteriformes), die Greifvögel (Accipitriformes) und die Seetaucher (Gaviiformes) komplett. Unter den Hühnervögeln (Galliformes), den Watvögeln (Charadriiformes) und den Tauben (Columbiformes) gibt es Arten sowohl mit eutaxischer als auch mit diastataxischer Befiederung.